# Европско првенство у уметничком клизању 1891.
Европско првенство у уметничком клизању 1891. је било прво европско првенство у уметничком клизању. Такмичење је одржано од 23. до 24. јануара 1891. у Хамбургу.
Организатори такмичења су били Удружени клизачки савез Немачке и Аустрије (Deutscher und Österrreichischer Eislaufverband). Међународна клизачка организација је основана годину дана касније и она ће преузети организацију овог такмичења. 
Такмичили су се само мушкарци и то у извођењу обавезних фигура. 

## Резултати
| пласман | име           | земља    | поени   |
| ------- | ------------- | -------- | ------- |
| 1       | Оскар Улиг    | Немачка  | 146,6/9 |
| 2       | Анон Шмитсон  | Немачка  | 114,7/9 |
| 3       | Франц Цили    | Немачка  | 101,2/9 |
| 4       | Јозеф Нови    | Аустрија | 88,5/9  |
| 5       | Вили Динстл   | Аустрија | 79,4/9  |
| 6       | Фриц Арендт   | Немачка  | 50.     |
| 7       | Вилхелм Шулце | Немачка  | 28,8/9  |